# Paeonia 'Hu Hong'
Paeonia suffruticosa 'Hu Hong' (кит. трад. 胡紅, упр. 胡红, пиньинь hú hóng; также ‘Da Hu Hong’, ‘Hu’s Red’, ‘Hu Hermosa’) — созданный в Китае сорт древовидного пиона Paeonia suffruticosa.
Некоторые ботаники считают, что Paeonia suffruticosa является не видом, а обширной группой различных сортов.
Paeonia 'Hu Hong' используется в качестве модельного растения в работах посвящённых микроклональному размножению, изучению фотосинтеза и в других биологических исследованиях.

## Биологическое описание
Многолетний листопадный кустарник.
Высота куста 1.8—2.4 м, ширина 1.2—1.8 м.
Цветки направлены вверх или вбок, красные, корончатого типа (реже анемоновидного), ароматные, 16×7 см.
У молодых растений цветки могут отличаться от цветков взрослых растений.
Диплоид.

## В культуре
Поздноцветущий сорт.
USDA-зоны: 4a (−31.7 °C… −34.4 °C) — 6b (−17.8 °C… −20.6 °C), по другим данным от 2а до более тёплых.
В Китае 'Hu Hong' является объектом промышленного разведения.
В России является объектом любительского цветоводства.
Условия культивирования см: Древовидные пионы.